# کاهی (خواننده)
کاهی (به انگلیسی: Kahi)با نام اصلیپارک جی-یونگ (به انگلیسی: Park Ji-young)(زاده ۲۵ دسامبر ۱۹۸۰) خواننده، رقصنده، ترانه‌سرا، بازیگر کره‌ای است.